# Reino de Tierra Firme
Il Reino de Tierra Firme (in italiano Regno della Terra Ferma) era un'entità territoriale o una demarcazione amministrativa continentale durante il periodo della colonizzazione spagnola delle Americhe, utilizzato per distinguere i nuovi territori continentali scoperti del Nuovo Mondo dai territori insulari già scoperti e appartenenti al vicereame colombiano.

## Definizione
Il nome era essenzialmente letterario poiché non ha mai avuto un "re" e nominalmente apparteneva al Regno delle Indie. Quindi, il nome semplice di Tierrafirme, Tierra Firme o Costa Firme (in italiano Terraferma, Terra Ferma o Costa Ferma) nei primi tempi coloniali era il nome generico e non politico originariamente attribuito alle regioni costiere settentrionali dell'America del Sud e alla costa caraibica dell'America Centrale, dalle attuali Guyane al Capo Gracias a Dios delle attuali repubbliche di Honduras e Nicaragua. Questa è stata la prima regione non insulare del continente ad essere esplorata dagli europei a partire dal 1498 fino al 1502, anno in cui la sua parte occidentale fu chiamata Nueva Castilla de Oro del Reino de Tierra Firme. Alonso de Ojeda scoprì nel 1499, ad est, il golfo che sarebbe stato chiamato Venezuela, e questo nome si estese lungo la "Terra di Grazia". Successivamente, a partire dal 1502, quando si divisero in entità politiche, nella sua parte orientale si formarono il governatorato di Coquibacoa e la provincia del Venezuela nel 1527, tra le altre.
La parte occidentale del Reino de Terra Firme, che si estendeva dal Capo Gracias a Dios in America Centrale al Capo de la Vela in America del Sud, fu suddivisa dal 1508 tra il governatorato di Veragua e la Nuova Andalusia, appena colonizzate nel 1510, e la seconda fu infine divisa nel 1533 tra le province di Cartagena e Santa Marta, che erano vere entità politiche.
Già dal 1535 il nome contenente il termine Tierrafirme o Tierra Firme fu limitato territorialmente e abbreviato in Castilla del Oro de Tierra Firme, che copriva solo la parte orientale della allora Governatorato della Castilla del Oro, con cui viene comunemente confuso, i cui nomi si fusero nuovamente, coincidendo con la Reale Audiencia di Panama, che comprendeva anche l'istmo di Panama e parte dei territori neogranadini fino al fiume Atrato e al Golfo di Urabá a est e alla Baia di Buenaventura, dove fu fondata nel 1540 la città omonima della nuova avanzata e governatoria del Río San Juan del capitano Pascual de Andagoya, a sud, e la cui capitale fu Panama dal 1520. Infine, dal 1539 divenne un'entità politica e giudiziaria chiamata Presidenza-Governatorato di Terraferma, quando la sua predecessora, Castilla de Oro, perse la sua parte costaricana occidentale.
Fu anche conosciuta come Provincia di Terraferma dal 1550, quando divenne una dipendenza diretta del Vicereame del Perù, ma nel 1614, quando fu ripristinata la sua Reale Audiencia, sebbene fosse subordinata a quella di Lima, ottenne maggiore autonomia, conservandola quando fu trasferita al Vicereame di Nuova Granada nel 1739. Tuttavia, in seguito, fu declassata a Comandancia Generale di Terraferma nel 1751.

## Cartografia

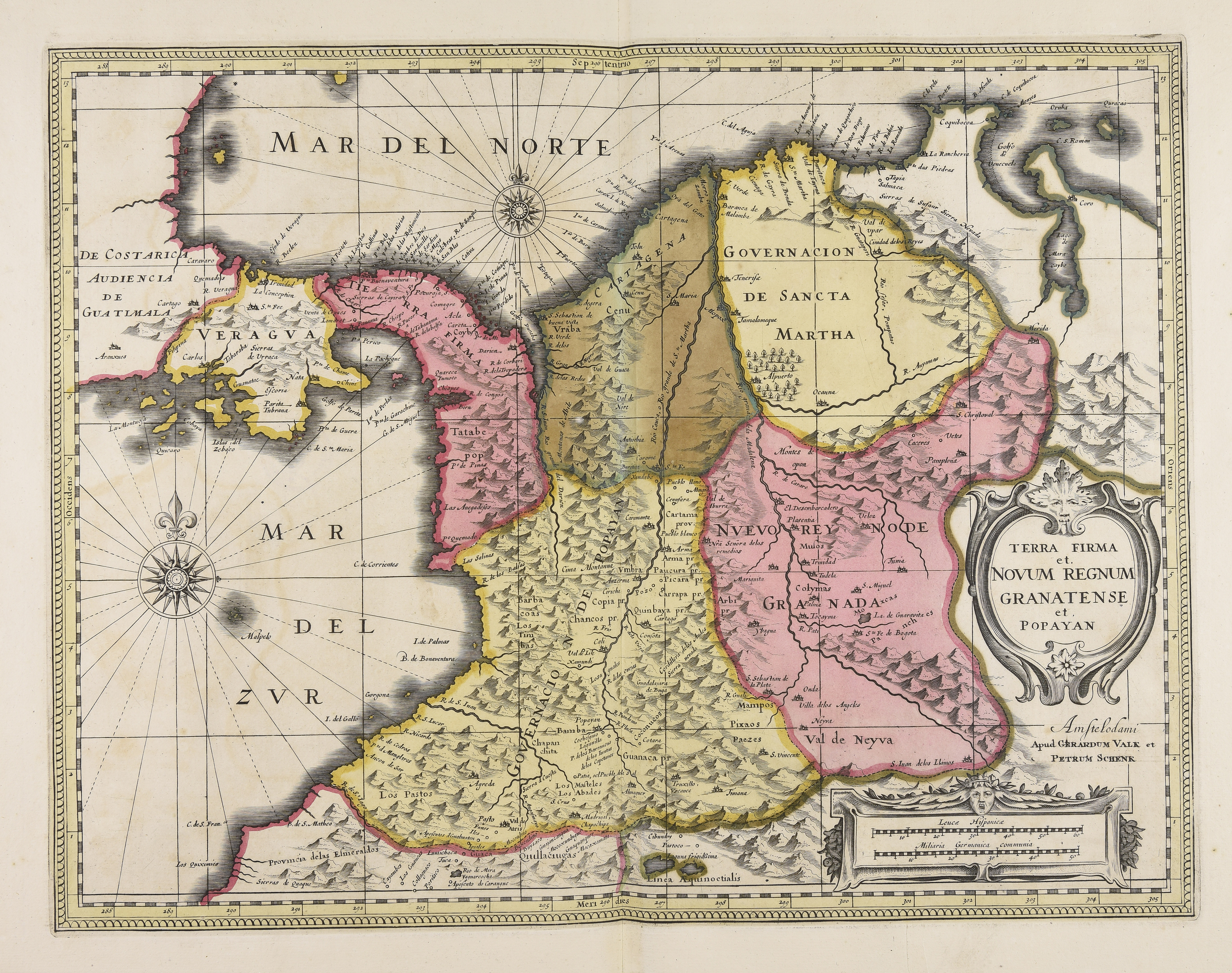
Mappa della prima suddivisione del territorio della Tierra Firme
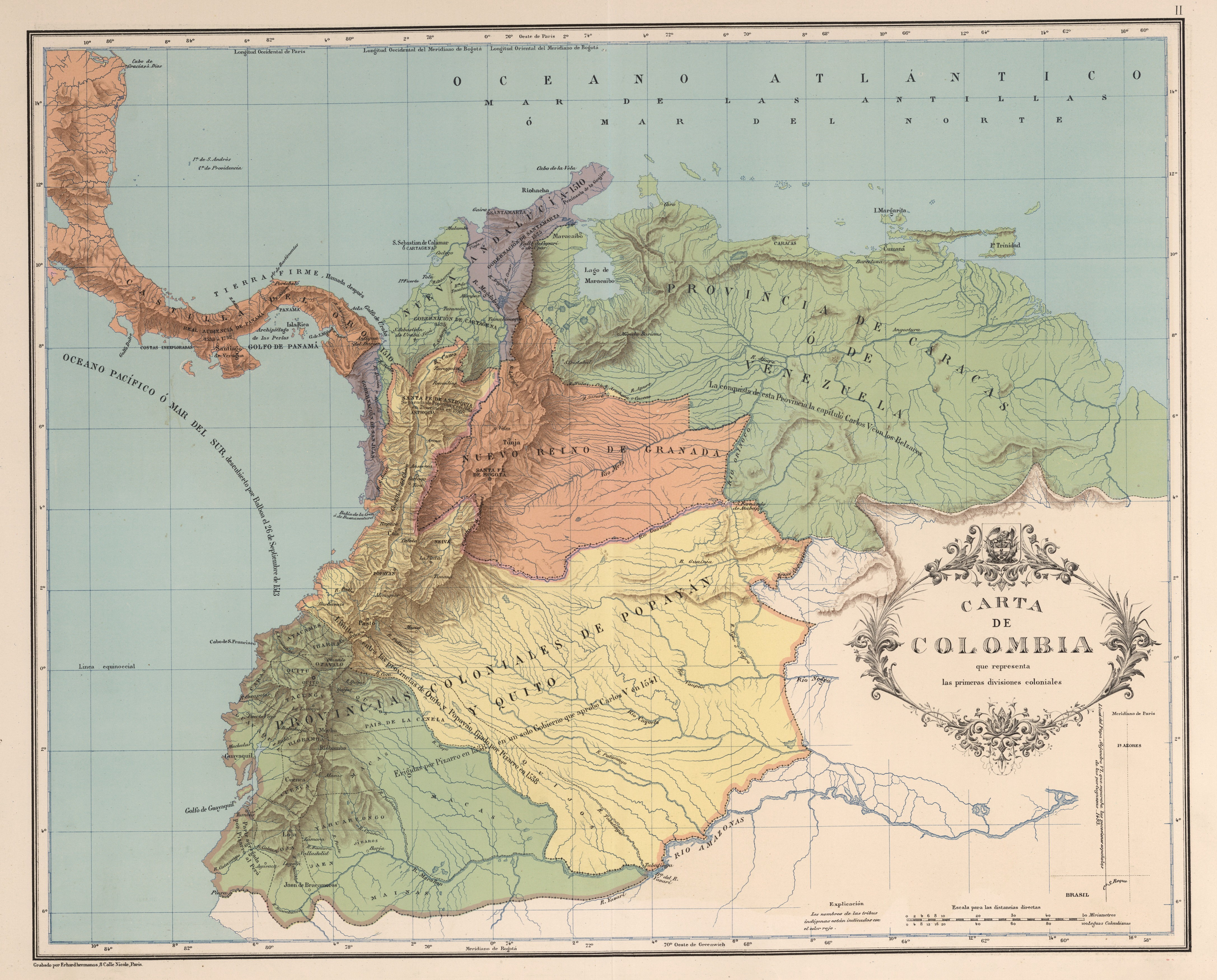
Tierra Firme nel 1538
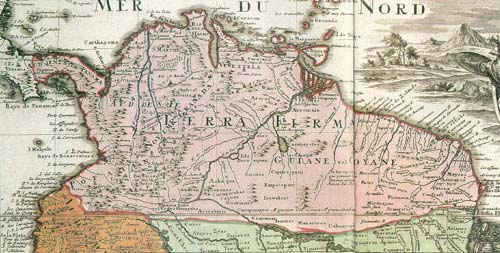
Tierra Firme prima della creazione del Vicereame del Perù
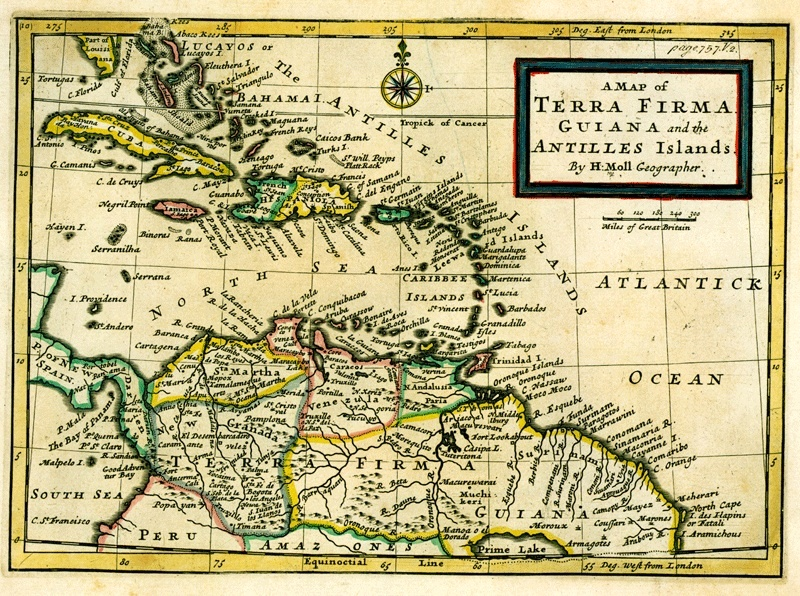
La Terra Firma Guiana nel 1732